# Алчевск
Алчевск (укр. Алчевськ, рус. Алчевск) град је у Украјини, у Луганској области, дефакто под контролом Луганске Народне Републике. Према процени из 2012. у граду је живело 112.071 становника.
Алчевск је један од највећих индустријских центара Донбаса и производи четвртину од укупне обласне производње. Градска привреда зависи од „Алчевски гвожђе и челик“ компаније.
Град се од 1931. до 1961. звао Ворошиловск, а од тада па до 1991. Комунарск.

## Историја
Алчевск је основан 1895. године уз оснивање гвожђаре и железничке станице Јуривка. 1903. године је преименован у Алчевск у сећање на Руског олигарха Украјинског порекла Алексеја Алчевског, који је умро непосредно пре тог преименовања. Био је познат по учествовању у финансијском и економском препороду источног дела Украјине и нарочито Донбаса. Касније, његова жена и деца су имале великог утицаја на развој Украјинске културе кроз музику и прозу.
После успостављања Совјетског режима и у периоду Голодомора, град је преименован у Ворошиловск. У периоду између 1957. и 1961. град је више пута мењао имена и то из Алчевск у Воришиловск и обрнуто, и то највише због нестајања култа личности Климента Ворошилова. Коначно је одлучено да се град назове Комунарск у част на Париску комуну. После пада Совјетског Савеза, враћено је име Алчевск.

## Становништво
Према процени, у граду је 2012. живело 112.071 становника.
| 1979.   | 1989.   | 2001.   | 2012.   |
| ------- | ------- | ------- | ------- |
| 119.756 | 125.502 | 119.193 | 112.071 |

## Градови побратими
- Домброва Горњича
- Дунаујварош